# Mauro Biello
Mauro Biello (Montréal, 8 agosto 1972) è un allenatore di calcio ed ex calciatore canadese, di ruolo centrocampista, commissario tecnico della nazionale olimpica canadese e allenatore in seconda della nazionale canadese. Detiene il record di presenze (389) del Montréal Impact..

## Biografia
Biello è nato in Canada da genitori originari del Molise.

## Carriera

### Giocatore
Dopo aver cominciato a giocare a calcio al Vanier College e alla Concordia University, Biello inizia la carriera da professionista nel Montréal Supra, allora principale club di Montréal, sua città natale. Quando nel 1992 la franchigia chiude, passa all'Impact de Montréal, club appena fondato e iscrittosi all'APSL.
Biello diventa presto un giocatore importante per la squadra: partecipa alla vittoria del campionato 1994 e viene scelto come miglior giocatore della squadra nelle stagioni 1997 e 1998, inoltre aumenta di anno in anno il numero di gol segnati, fino a raggiungere 11 marcature nella stagione 1998. L'anno successivo, vista la scelta dell'Impact di non partecipare ad alcun campionato, passa al Rochester Rhinos. In quel 1999 coglie con la squadra statunitense uno storico trionfo, con la prima e unica vittoria di una squadra dilettantistica nella U.S. Open Cup dall'instaurazione della Major League Soccer.
Nel 2000 torna all'Impact e nel 2001 ne diventa il capitano, raggiungendo le 300 presenze il 13 luglio 2007. Con la squadra del Québec conquista altri due campionati, nel 2004 e nel 2009, oltre a conquistare il primo Canadian Championship nel 2008. Grazie alla vittoria di quest'ultimo trofeo Biello fa il suo esordio anche in una competizione internazionale per club, partecipando alla CONCACAF Champions League 2008-2009. Al termine della stagione 2009 Biello decide di ritirarsi dal calcio giocato, cominciando a intraprendere la carriera di allenatore.
A livello di nazionale Biello ha disputato quattro partite con la maglia del Canada, esordendo l'11 ottobre 1995 contro il Cile, all'età di 23 anni.
Durante le pause invernali delle stagioni calcistiche Biello ha giocato anche in alcune edizioni della NPSL II, un campionato di indoor soccer.

### Allenatore
Sin dal suo ritiro da calciatore Biello è rimasto all'Impact de Montréal come tecnico, divenendone l'allenatore in seconda nel 2012, contemporaneamente all'ammissione del club in MLS. Dopo aver fatto da vice a tre diversi allenatori, il 30 agosto 2015 viene nominato allenatore ad interim della squadra, al posto dell'esonerato Klopas. Sotto la sua guida i blu-bianco-neri ottengono ottimi risultati, risalendo la classifica fino a qualificarsi per i play-off. Al termine della stagione Biello viene così confermato al suo posto.
Nel dicembre 2015 consegue la "Licenza A", il più alto livello per un allenatore di calcio in Canada.
Dopo due stagioni e mezzo alla guida dell'Impact, Biello viene esonerato il 23 ottobre 2017, al termine di una stagione conclusasi col mancato raggiungimento dei play-off.
Nel febbraio 2018 viene nominato dalla federazione canadese assistente del CT della nazionale John Herdman e responsabile del programma Under-23, incarico che include la guida della selezione olimpica.
Il 28 agosto 2023 viene nominato CT ad interim del Canada in seguito alle dimissioni di John Herdman, andato ad allenare il Toronto FC.

## Statistiche

### Presenze e reti nei club
| Stagione                  | Squadra                   | Campionato                | Campionato | Campionato | Play-off | Play-off | Coppe nazionali | Coppe nazionali | Coppe nazionali | Coppe continentali | Coppe continentali | Coppe continentali | Totale | Totale |
| Stagione                  | Squadra                   | Comp                      | Pres       | Reti       | Pres     | Reti     | Comp            | Pres            | Reti            | Comp               | Pres               | Reti               | Pres   | Reti   |
| ------------------------- | ------------------------- | ------------------------- | ---------- | ---------- | -------- | -------- | --------------- | --------------- | --------------- | ------------------ | ------------------ | ------------------ | ------ | ------ |
| 1991                      | Montréal Supra            | CSL                       | 2          | 0          | 0        | 0        | -               | -               | -               | -                  | -                  | -                  | 2      | 0      |
| 1992                      | Montréal Supra            | CSL                       | 14         | 1          | 1        | 0        | -               | -               | -               | -                  | -                  | -                  | 15     | 1      |
| Totale Montréal Supra     | Totale Montréal Supra     | Totale Montréal Supra     | 16         | 1          | 1        | 0        |                 | -               | -               |                    | -                  | -                  | 17     | 1      |
| 1993                      | Impact de Montréal        | APSL                      | 5          | 0          | -        | -        | -               | -               | -               | -                  | -                  | -                  | 5      | 0      |
| 1994                      | Impact de Montréal        | APSL                      | 13         | 2          | 4        | 0        | -               | -               | -               | -                  | -                  | -                  | 17     | 2      |
| 1995                      | Impact de Montréal        | A-L                       | 17         | 5          | 3        | 0        | -               | -               | -               | -                  | -                  | -                  | 20     | 5      |
| 1996                      | Impact de Montréal        | A-L                       | 22         | 6          | 3        | 2        | -               | -               | -               | -                  | -                  | -                  | 25     | 8      |
| 1997                      | Impact de Montréal        | A-L                       | 25         | 8          | 5        | 2        | -               | -               | -               | -                  | -                  | -                  | 30     | 10     |
| 1998                      | Impact de Montréal        | A-L                       | 27         | 11         | 0        | 0        | -               | -               | -               | -                  | -                  | -                  | 27     | 11     |
| 1999                      | Rochester Rhinos          | A-L                       | 28         | 8          | 7        | 3        | USOC            | 5               | 2               | -                  | -                  | -                  | 40     | 13     |
| 2000                      | Impact de Montréal        | A-L                       | 28         | 5          | -        | -        | -               | -               | -               | -                  | -                  | -                  | 28     | 5      |
| 2001                      | Impact de Montréal        | A-L                       | 25         | 8          | -        | -        | -               | -               | -               | -                  | -                  | -                  | 25     | 8      |
| 2002                      | Impact de Montréal        | A-L                       | 25         | 3          | 4        | 0        | -               | -               | -               | -                  | -                  | -                  | 29     | 3      |
| 2003                      | Impact de Montréal        | A-L                       | 28         | 7          | 2        | 0        | -               | -               | -               | -                  | -                  | -                  | 30     | 7      |
| 2004                      | Impact de Montréal        | A-L                       | 22         | 1          | 5        | 1        | -               | -               | -               | -                  | -                  | -                  | 27     | 2      |
| 2005                      | Impact de Montréal        | USL-1                     | 28         | 9          | 2        | 0        | -               | -               | -               | -                  | -                  | -                  | 30     | 9      |
| 2006                      | Impact de Montréal        | USL-1                     | 28         | 3          | 2        | 0        | -               | -               | -               | -                  | -                  | -                  | 30     | 3      |
| 2007                      | Impact de Montréal        | USL-1                     | 15         | 1          | 2        | 0        | -               | -               | -               | -                  | -                  | -                  | 17     | 1      |
| 2008                      | Impact de Montréal        | USL-1                     | 17         | 1          | 4        | 0        | CC              | 1               | 0               | CCL                | 4                  | 0                  | 26     | 1      |
| 2009                      | Impact de Montréal        | USL-1                     | 19         | 2          | 4        | 0        | CC              | 0               | 0               | CCL                | 0                  | 0                  | 23     | 2      |
| Totale Impact de Montréal | Totale Impact de Montréal | Totale Impact de Montréal | 344        | 72         | 40       | 5        |                 | 1               | 0               |                    | 4                  | 0                  | 389    | 77     |
| Totale carriera           | Totale carriera           | Totale carriera           | 388        | 81         | 48       | 8        |                 | 6               | 2               |                    | 4                  | 0                  | 446    | 91     |

### Statistiche da allenatore
Statistiche aggiornate al 30 marzo 2021.
| Stagione | Squadra            | Campionato | Piazzamento         | Andamento | Andamento | Andamento | Andamento | Andamento  |
| Stagione | Squadra            | Campionato | Piazzamento         | Giocate   | Vittorie  | Pareggi   | Sconfitte | % vittorie |
| -------- | ------------------ | ---------- | ------------------- | --------- | --------- | --------- | --------- | ---------- |
| 2015     | Impact de Montréal | MLS        | Subentrato - 7º     | 11        | 7         | 2         | 2         | 63,64      |
| 2015     | Impact de Montréal | MLS        | Quarti play-off     | 3         | 2         | 0         | 1         | 66,67      |
| 2016     | Impact de Montréal | MLS        | 11º                 | 34        | 11        | 12        | 11        | 32,35      |
| 2016     | Impact de Montréal | MLS        | Semifinali play-off | 5         | 4         | 0         | 1         | 80,00      |
| 2017     | Impact de Montréal | MLS        | 17º                 | 34        | 11        | 6         | 17        | 32,35      |
| 2021     | Canada olimpica    | Qual. Ol.  | Semifinali          | 4         | 1         | 2         | 1         | 25,00      |

## Palmarès

### Giocatore
- American Professional Soccer League: 1

Impact de Montréal: 1994
- A-League/USL First Division: 2

Impact de Montréal: 2004, 2009
- U.S. Open Cup: 1

Rochester Rhinos: 1999
- Voyageurs Cup: 6

Impact de Montréal: 2002, 2003, 2004, 2005, 2006, 2007
- Canadian Championship: 1

Impact de Montréal: 2008